# Wilhelm Braț de Fier
Wilhelm I Braț de Fier (n. înainte de 1010 – d. 1046) a fost un aventurier normand, membru al familiei Hauteville, stabilit în sudul Italiei. 
Wilhelm a fost unul dintre cei 12 fii ai lui Tancred de Hauteville, și a călătorit în sudul Italiei împreună cu fratele său mai tânăr, Drogo, în prima jumătate a secolului al XI-lea (cca. 1035), ca răspuns la solicitările de ajutor venite din parte altor normanzi stabiliți acolo, în frunte cu Rainulf Drengot, conte de Aversa.
Între 1038 și 1040, alături de alți normanzi, el a luptat în Sicilia împreună cu longobarzii ca mercenari pentru cauza bizantină și împotriva sarazinilor. În contextul acestor lupte el a primit supranumele de Braț de Fier, după ce l-a ucis dintr-o singură lovitură pe emirul de Siracusa în timpul unui asalt asupra orașului sicilian. Atunci când generalul bizantin George Maniaces l-a umilit public pe conducătorul salernitan Arduin, longobarzii din armată s-au retras din campanie, atrăgând cu ei pe normanzi, ca și contingentul de varegi. După ce Maniaces a fost rechemat la Constantinopol, noul catepan bizantin, Mihail Doukeianos l-a numit pe Arduin drept conducător în Melfi. Cu toate acestea, Melfi s-a raliat altor longobarzi din Apulia într-o răscoală antibizantină, în care au fost sprijiniți de Wilhelm Braț de Fier și de ceilalți normanzi. Bizantinii au izbutit totuși să mituiască pe diverși conducători ai răscoalei, mai întâi pe principele Atenulf al IV-lea de Benevento, iar apoi pe Argyrus. În septembrie 1042 normanzii și-au ales propriul conducător, ignorându-l astfel pe Arduin. Răscoala, longobardă la origine, deja devenea normandă în caracter și în conducere.
Wilhelm a fost ales de către normanzi drept "conte" după defecțiunea lui Argyrus. Alături de alte căpetenii, dintre care cele mai importante erau fratele său Drogo și Petru, au adresat o solicitare principelui Guaimar al IV-lea de Salerno, prin care să li se recunoască teritoriile cucerite. Ei au primit pământurile din jurul Melfi ca fiefuri și l-au proclamat pe Guaimar drept "duce de Apulia și Calabria". La Melfi, în 1043, Guaimar a divizat regiunea (cu excepția orașului Melfi) în 12 baronii spre beneficiul conducătorilor normanzi: Asclettin a primit Acerenza, Tristan a dobândit Montepeloso, Ugo Tuboeuf a intrat în posesia Monopoli, Petru a preluat Trani, iar Drogo a obținut Venosa. Wilhelm însuși, devenit predominant între ceilalți conducători normanzi, a primit stăpânirea asupra Ascoli. El s-a căsătorit cu Guida, fiică a ducelui Guy de Sorrento și nepoată a lui Guaimar.
Pe parcursul domniei sale, Guillaume a început alături de Guaimar cucerirea Calabriei în 1044 și a construit marele castel de Stridula, probabil în apropiere de Squillace. În 1045, el a suferit o înfrângere lângă Taranto în fața catepanului bizantin Argyrus. Guillaume a murit la începutul anului 1046 și a fost succedat la domnie de către fratele său Drogo.
Titlurile sale nu au fost niciodată confirmate de Sfântul Imperiu Roman, Drogo fiind cel care va fi numit în mod legal drept "conte al normanzilor din toată Apulia și Calabria" (Comes Normannorum totius Apuliae e Calabriae).